# مايكل بيترزاك
مايكل بيترزاك (بالبولندية: Michał Pietrzak) هو عداء بولندي متخصص في سباق 400 متر و400 متر حواجز. مثل بلاده في الأولمبياد.

## سجل المنافسة
| العام       | المسابقة                                      | المكان      | المركز      | حدث             | ملاحظة      |
| يمثل بولندا | يمثل بولندا                                   | يمثل بولندا | يمثل بولندا | يمثل بولندا     | يمثل بولندا |
| ----------- | --------------------------------------------- | ----------- | ----------- | --------------- | ----------- |
| 2008        | بطولة العالم للناشئين لألعاب القوى 2008       | بيدغوشتش    | 14          | 400 م حواجز     | 52.22       |
| 2008        | بطولة العالم للناشئين لألعاب القوى 2008       | بيدغوشتش    | 5           | 4x400 م تتابع   | 3:08.65     |
| 2009        | بطولة أوروبا لألعاب القوى تحت 23 سنة 2009     | كاوناس      | 1           | 4x400م تتابع    | 3:03.74     |
| 2011        | بطولة أوروبا لألعاب القوى تحت 23 سنة 2011     | أوسترافا    | 15          | 400 م حواجز     | 51.76       |
| 2011        | بطولة أوروبا لألعاب القوى تحت 23 سنة 2011     | أوسترافا    | 2           | 4x400م تتابع    | 3:03.62     |
| 2012        | بطولة أوروبا لألعاب القوى 2012                | زيورخ       | 4           | 4 x 400 م تتابع | 3:05.69     |
| 2012        | ألعاب القوى في الألعاب الأولمبية الصيفية 2012 | لندن        | 9           | 4x400 م تتابع   | 3:02.86     |
| 2013        | بطولة أوروبا لألعاب القوى داخل الصالات 2013   | غوتنبرغ     | –           | 4x400 م تتابع   |             |
| 2014        | بطولة العالم لألعاب القوى داخل الصالات 2014   | سوبوت       | 4           | 4x400 م تتابع   | 3:04.39     |
| 2014        | بطولة أوروبا لألعاب القوى 2014                | زيورخ       | 5           | 4 x 400 م تتابع | 3:03.52     |
| 2015        | بطولة العالم للتتابع 2015                     | ناساو       | 9           | 4x400 م تتابع   | 3:03.23     |
| 2015        | الألعاب الجامعية الصيفية 2015                 | غوانغجو     | 3           | 4x400 م تتابع   | 3:07.77     |
| 2015        | بطولة العالم لألعاب القوى 2015                | بكين        | 11          | 4x400 م تتابع   | 3:00.72     |

## روابط خارجية
- مايكل بيترزاك على موقع الاتحاد الدولي لألعاب القوى (الإنجليزية)
- مايكل بيترزاك على موقع الاتحاد الأوروبي لألعاب القوى (الإنجليزية)
- مايكل بيترزاك على موقع الرابطة البولندية لألعاب القوى (البولندية)
- مايكل بيترزاك على موقع اللجنة الأولمبية الدولية (الإنجليزية)
- مايكل بيترزاك على موقع أوليمبيديا (الإنجليزية)
- مايكل بيترزاك على موقع اللجنة الأولمبية البولندية (مؤرشف) (البولندية)